# Афонсу-Клаудиу (микрорегион)

Афонсу-Клаудиу на карте.

Афонсу-Клаудиу (порт. Microrregião de Afonso Cláudio) — микрорегион в Бразилии, входит в штат Эспириту-Санту. Составная часть мезорегиона Центр штата Эспириту-Санту. 
Население составляет 	132 069	 человек (на 2010 год). Площадь — 	3 822,834	 км². Плотность населения — 	34,55	 чел./км².

## Демография
Согласно сведениям, собранным в ходе переписи 2010 г. Национальным институтом географии и статистики (IBGE), население микрорегиона составляет:						
| Полное население                             | Полное население                             | Полное население                             | Полное население                             | 132 069 |
| -------------------------------------------- | -------------------------------------------- | -------------------------------------------- | -------------------------------------------- | ------- |
| в том числе:                                 | Городское население                          | 58 668                                       | Процент городского населения, %              | 44,42   |
|                                              | Сельское население                           | 73 401                                       | Процент сельского населения, %               | 55,58   |
|                                              | Мужское население                            | 67 049                                       | Процент мужского населения, %                | 50,77   |
|                                              | Женское население                            | 65 020                                       | Процент женского населения, %                | 49,23   |
| Плотность населения, чел/км²                 | Плотность населения, чел/км²                 | Плотность населения, чел/км²                 | Плотность населения, чел/км²                 | 34,55   |
| Население микрорегиона в % к населению штата | Население микрорегиона в % к населению штата | Население микрорегиона в % к населению штата | Население микрорегиона в % к населению штата | 3,76    |

## Статистика
- Валовой внутренний продукт на 2003 составляет 469 722 203,00 реалов (данные: Бразильский институт географии и статистики).
- Валовой внутренний продукт на душу населения на 2003 составляет 3602,32 реалов (данные: Бразильский институт географии и статистики).
- Индекс развития человеческого потенциала на 2000 составляет 0,730 (данные: Программа развития ООН).

## Состав микрорегиона
В составе микрорегиона включены следующие муниципалитеты:
1. Афонсу-Клаудиу
2. Брежетуба
3. Консейсан-ду-Кастелу
4. Домингус-Мартинс
5. Ларанжа-да-Терра
6. Марешал-Флориану
7. Венда-Нова-ду-Имигранти